# Monterey (Kalifornia)

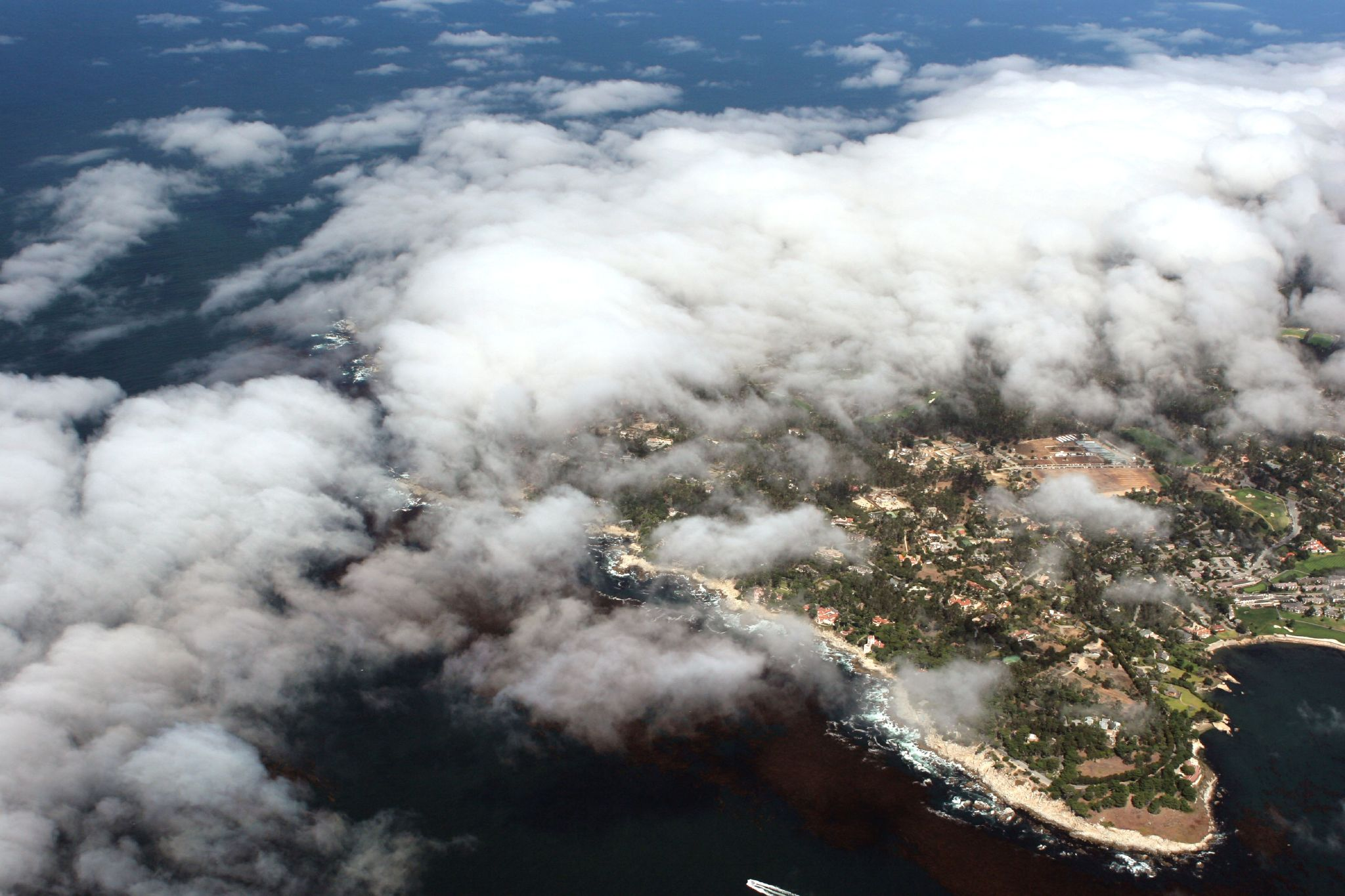
Widok na Monterey

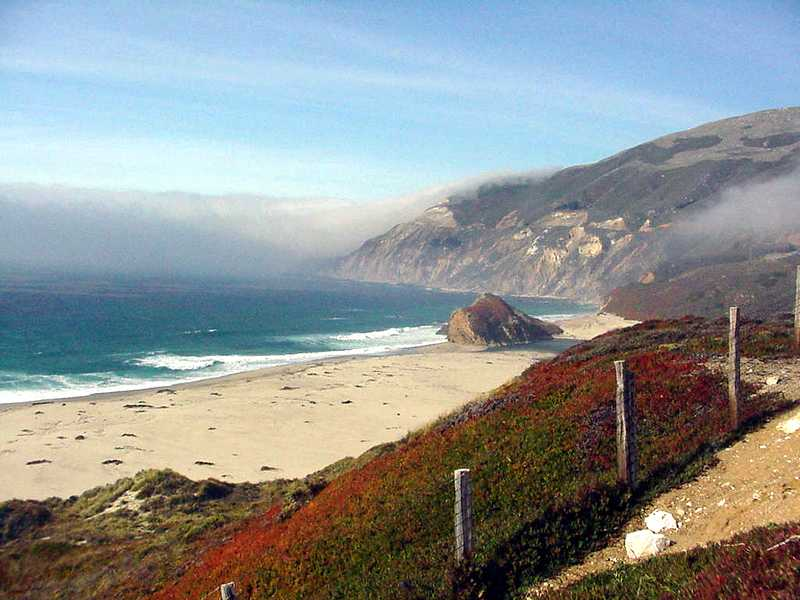
Wybrzeże w okolicy Monterey

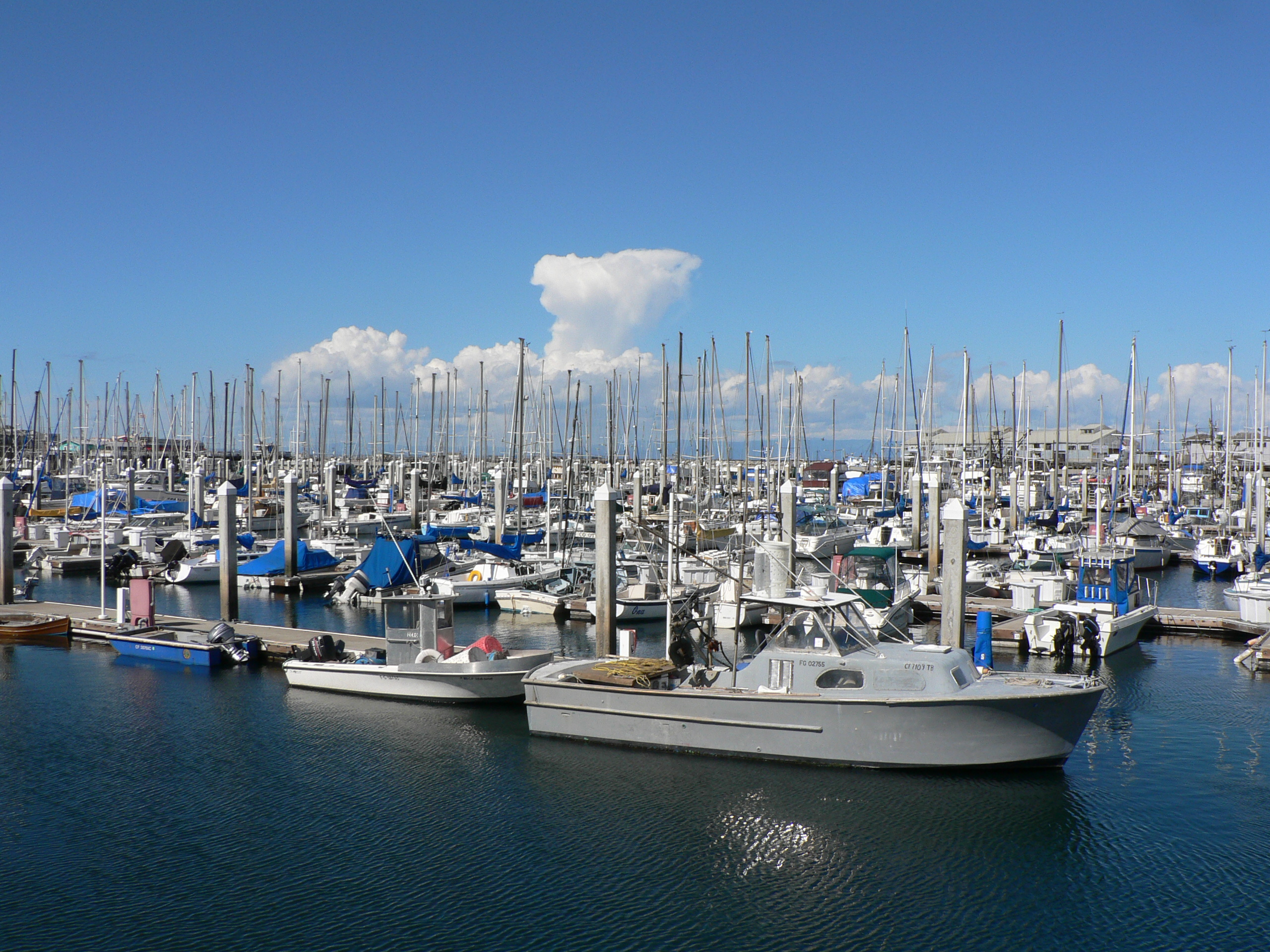
Port w Monterey

Monterey (hiszp. Monterrey) – miasto w Stanach Zjednoczonych, w stanie Kalifornia, w zespole miejskim Salinas-Seaside-Monterey, nad zatoką Monterey (Ocean Spokojny). Liczy około 30 tysięcy mieszkańców (2020).

## Historia
Miasto zostało założone w 1770 i pełniło wówczas funkcję hiszpańskiego posterunku wojskowego. W latach 1776–1846 pełniło rolę stolicy kalifornijskich posiadłości Hiszpanii i Meksyku. Prawa miejskie uzyskało w 1889. Znajdowała się tam również misja franciszkańska.

## Gospodarka
W mieście zlokalizowany jest port rybacki i dominuje przemysł rybny. Znajduje się tu wytwórnia serów Monterey Jack. Miejscowość ma także charakter turystyczny: kąpielisko morskie oraz baza wypadowa w górzyste tereny.

## Nauka, kultura i sport
W Monterey znajduje się centrum konferencyjne, którego działalność została zainaugurowana w 1977, instytut studiów międzynarodowych powstały w 1955, kolegium językowe amerykańskiego ministerstwa obrony. W pobliskim Seaside usytuowany jest kampus Uniwersytetu Stanu Kalifornia nad zatoką Monterey (California State University, Monterey Bay, potocznie Cal State Monterey Bay, skrótowiec CSUMB – drugi kampus tej uczelni położony jest w niewiele odleglejszej Marinie).
Mieściła się tu także baza wojskowa Fort Ord (obecnie Fort Ord National Monument).
W czerwcu 1967 miał tutaj miejsce pierwszy wielki festiwal muzyki rockowej i popularnej. Jest tu także oceanarium Monterey Bay Aquarium, w którym prezentowane są różne gatunki morskich zwierząt (płaszczki, rozgwiazdy, meduzy).
W okolicach miejscowości znajduje się Big Sur: liczący około 150 km pas skalistego, nieskolonizowanego wybrzeża. Nieliczni mieszkający tam ludzie żyją bez udogodnień cywilizacyjnych. Znajdują się tam liczne gorące źródła.
Na obrzeżach miasta mieści się, wybudowany w 1957, tor wyścigowy WeatherTech Raceway Laguna Seca.

## Miasta partnerskie
- Dubrownik (Chorwacja)